# 布勒尚河
布勒尚河（法語：Breuchin，法語發音：[bʁøʃɛ̃]）是法国勃艮第-弗朗什-孔泰大区上索恩省的河流，是朗泰讷河的右支流，长44.2千米，发源自伯洛特圣洛朗，于奥尔穆瓦什流入朗泰讷河。